# برایان بکلز
برایان بکلز (اسپانیایی: Brayan Beckeles‎؛ زادهٔ ۲۸ نوامبر ۱۹۸۵) یک بازیکن فوتبال اهل هندوراس است.
وی همچنین در تیم‌های ملی فوتبال هند هندوراس بازی کرده‌است. او در سال ۱۳۹۳ به فولاد خوزستان پیوست